# Ku-Maloob-Zaap
Ku-Maloob-Zaap è il maggiore campo petrolifero messicano.  Ku-Maloob-Zaap è costituito da tre grandi giacimenti Ku, Maloob e Zaap che sono situati nell'immediato nordest del campo di Cantarell.
Ku-Maloob-Zaap è un campo offshore nella Baia di Campeche, a 105 km da Ciudad del Carmen. È stato scoperto da PEMEX nel 1979. PEMEX pianificò di aprire 82 pozzi e di installare 17 piattaforme petrolifere, e di costruire un oleodotto di 166 km per il trasporto del petrolio prodotto. Ci si aspetta che nel 2011 la produzione raggiungerà gli 800.000 barili e 282 Mcuft/g di gas naturale.
Nel gennaio 2009, la produzione era di 787.000 barili/giorno e, a causa del declino di Cantarell, Ku-Maloob-Zaap divenne il maggiore campo petrolifero messicano.